# Michael Grätzel
Michael Grätzel (Dorfchemnitz, 11 de maio de 1944) é um químico suiço de ascendentes alemães.
É professor da Escola Politécnica Federal de Lausanne.
Pela invenção e desenvolvimento de um novo tipo de célula solar, recebeu em 2009 o Prêmio Balzan e em 2010 o Prêmio de Tecnologia do Milênio. Em 2011 foi laureado com a Medalha Wilhelm Exner.